# Mark V
Mark V je bil tank britanske vojske v prvi svetovni vojni. Mark V je bil za razliko od prvotnih modelov, ki so bili večinoma kopija tanka Mark I nov tank.

## Zgodovina in opis tanka
Prišel je kot zamenjava tanka Mark IV. Za razliko od tanka Mark IV ni temeljil na tanku Mark I in je bil zasnovan povsem na novo. Leta 1917 so se pojavili modernejši in zmogljivejši deli. Tank Mark V je dobil povsem nov motor, ki je bil od proizvajalca Ricardo. Ta mu je dal moč 150 hp, kar je bilo bistveno več od prejšnjega modela. Različno od verzije je dosegel tudi največjo hitrost. Ta je bila med 4 in 7.5 kilometra na uro. Z rezervoarjem 432 litrov pa je bil doseg tanka 72 kilometrov. Novost tanka je bil tudi menjalnik. Predhodniki tanka Mark V so potrebovali štiri voznike. Nov sistem pa je potreboval le enega. Tako so se ostali trije lahko posvetili drugim nalogam potrebnim pri upravljanju tanka. Razmere za tankiste se niso nič spremenile. V nekaterih pogledih so bile še slabše. Zrak za hlajenje motorja ni prihajal od znotraj vendar od zunaj. To je prineslo veliko slabega zraka pomešanega s prahom. Kupola za strelce se je premaknila na streho tanka.
Do novembra 1917 je bilo naročenih 400 tankov. 200 jih je bilo različice Female, 200 pa različice Male. Prvi tank Mark V je bil narejen decembra 1917. Kasneje je bilo narejenih nekaj novih različic tega tanka.

### V*
Ta verzija je bila narejena po tanku Mark IV. Naredil jo je major Philip Johnson. Znanje in idejo je dobil, ko je delal za Williama Trittona. Philip Johnson je dobil idejo, da bi imel večji tank bolje razporejeno težo. Zato je razrezal tank Mark IV na pol in ga raztegnil za 1.8 metra. Naredil pa je tudi večjo odprtino za vrata. Ta verzija tanka je imela težo 33 ton. Posebnost te različice je dodaten prostor za pehoto. Zato velja ta tank za prvi transportni tank, ki se je lahko uporabljal tudi samo kot tank, saj je bil opremljen tako kot druge različice tanka Mark. Naročenih je bilo 400 tankov verzije Male in 200 verzije Female. Od tega jih je bilo narejenih 645.

### V**
Povečana verzija V* je bila dokaj nezanesljiva. Pritisk na zemljo se je premaknil in to je privedlo do slabših terenskih zmogljivosti. To je bilo najbolje opaziti pri obračalnem krogu. Radij kroga se je zelo povečal. Maja 1918 je major Wilson zmanjšal stik tanka s podlago in zvečal pritisk na tla. V tank je vgradil tudi nov motor Ricardo z 225 hp. Narejenih je bilo 195, naročenih pa 750 tankov različice Male in 150 različice Female.

### V***
britanska vojska je v primeru, da se ne izteče projekt tanka Mark VIII, pripravljen tank V*** za serijsko verzijo. Cilj tega tanka je bilo, da ima čim več kompatibilnih delov iz tanka Mark V. Program se je kasneje preimenoval v tank Mark X.

## Galerija
- Mark V v vojnem muzeju
- Mark V*
- Mark V**